# Morena de Angola
"Morena de Angola" é uma canção da cantora brasileira Clara Nunes lançada em 1980 no álbum Brasil Mestiço. A canção se tornou uma das mais famosas de sua carreira.

## Antecedentes
Clara Nunes preparava o vinil Brasil Mestiço desde o final de 1979. Em maio de 1980, Clara fez uma viagem  a Luanda, Angola, a convite de Chico Buarque, para uma série de apresentações com outros 64 artistas brasileiros no Projeto Kalunga, cuja renda seria destinada à construção de um hospital. A amizade entre os dois artistas iniciou-se graças ao marido de Clara, o compositor Paulo César Pinheiro, que conhecia Chico desde os bastidores dos festivais da TV Record. Ambos disputaram a I Bienal do Samba, que Pinheiro venceu com a composição Lapinha. A viagem a Angola estreitaria os laços entre Clara e Chico.
Em junho de 1980, já no Brasil, a cantora entrou em estúdio para gravar Brasil Mestiço. Apesar do repertório estar fechado, ela ligou para Chico pedindo para que ele compusesse uma música para ela, assim como ele havia lhe prometido durante a viagem. O compositor enviou a Clara "Morena de Angola", faixa que abriria o álbum e se tornaria um dos maiores sucessos da cantora.

## Composição
A ideia para a canção surgiu enquanto os artistas estavam num ônibus à caminho da praia de Caotinha, em Benguela. Clara, conversando com Chico sobre o conceito de seu álbum, sugeriu a ele que compusesse uma canção para ela; o cantor concordou. No mesmo dia, à noite, seguiram para o morro da Catumbela, onde assistiram a uma apresentação de cantos e danças típicas. Referências a todos estes locais estão presentes na letra da canção que, segundo Chico, conta "a história toda" da viagem. O próprio termo "Morena", no título da canção, pode ser uma referência a uma famosa praia de Benguela.
A canção conta a história de uma morena que "leva o chocalho amarrado na canela". Na dança conhecida como moçambique, um pequeno chocalho feito de palha trançada, cujo interior é cheio de pedras ou garrafas, costuma ser amarrado nas canelas dos dançarinos, à maneira de algumas tribos africanas. Há também uma referência à receita de galinha à cabidela, prato tradicional de ex-colônias portuguesas no qual se cozinha o arroz junto com o sangue e a carne do animal. O verso "Passando pelo regimento, ela faz requebrar a sentinela" faz referência à Guerra Civil Angolana, indicando que os sentinelas não resistiriam ao requebrado da morena. Outro verso que faz referência à Guerra Civil é "Será que ela não fica afoita pra dançar na chama da batalha?".
Após a viagem a Angola, cujo contexto pós-independência impressionou a cantora, Clara começou a se inteirar sobre o contexto político brasileiro. Ela passou a participar ativamente de movimentos que tinham como finalidade discutir a abertura política do país. Começou também a falar sobre política e discutir o tema de forma veemente, inclusive em entrevistas. Por este motivo, Chico colocou o verso "Morena, bichinha danada, minha camarada do MPLA" na canção.
Para Marco Polli, em artigo na edição brasileira do Le Monde diplomatique, se trata do sétimo pior verso da história da música brasileira. Para ele, a fatalidade da Guerra Civil Angolana não justifica o tom alegre da canção.

## Videoclipe

Clara Nunes no videoclipe da canção.

A canção encantou os produtores do Fantástico, que converteram-na em um videoclipe, que estreou no dia 17 de agosto de 1980, um dia antes do lançamento do álbum. Um dos Compactos Simples do Long-Play.

## Créditos
Créditos adaptados do Discos do Brasil.
- Chico Buarque – Compositor
- Geraldo Vespar – Arranjos
- Raphael Rabello – Violão de sete cordas
- Francinete – Coro
- Dazinho – Ritmo
- Gordinho (Antenor Marques Filho) – Ritmo
- Cuscus – Ritmo
- Jorge José da Silva : Ritmo
- Zenilda Barroso – Coro
- Dinorah (Affonsina Pires) – Coro
- Cabelinho (Walter Silva de Vasconcellos Chaves) – Ritmo
- Barbosa – Coro
- Genaro – Coro
- Alceu Maia – Cavaquinho
- Elizeu Felix – Ritmo
- Luna – Ritmo
- Wilson das Neves – Bateria
- Luizão Maia – Baixo elétrico
- Hélio Delmiro – Violão
- Juçara Marçal – Coro

## Versão de Chico Buarque
No mesmo ano em que Clara Nunes lançara a canção, o compositor Chico Buarque, também lançou sua versão, gravada em seu álbum Vida.

### Créditos (Versão de Chico Buarque)
Créditos adaptados do Discos do Brasil.
- Chico Buarque – Compositor
- Francis Hime – Arranjos e Piano
- Chico Batera – Percussão
- Bebel Gilberto – Coro
- Miúcha – Coro
- Danilo Caymmi – Coro
- Bee de Campos – Coro
- Cristina Buarque – Coro
- Sílvio Barbosa – Trombone
- Wilson Canegal – Ritmo
- Zênio de Alencar – Tuba
- Geraldo – Percussão
- Armando Marçal (Marçalzinho) – Percussão
- Ney Martins – Ritmo
- Alceu Maia – Cavaquinho
- Manuel Araújo – Trombone
- Luizão Maia – Baixo elétrico
- Edmundo Maciel – Trombone
- Telma Costa – Coro

## Outras regravações
A primeira regravação da canção foi feita pelo próprio Chico Buarque, no álbum Vida, lançado também em 1980. Também faria parte do álbum e DVD Carioca - Ao Vivo, lançado por Chico em 2007. Elba Ramalho regravaria a canção em 1991 em Felicidade Urgente e em 1999 em Solar. Em 1989, "Morena de Angola" foi gravada por Ney Matogrosso em Ney Matogrosso Ao Vivo. Em 2003, em comemoração aos 60 anos de nascimento de Clara, a gravadora DeckDisc lançou o álbum duplo Um Ser de Luz - Saudação a Clara Nunes. Nele, Rita Ribeiro interpretou "Morena de Angola".
Além de ter sido regravada por Chico Buarque, Elba Ramalho, Ney Matogrosso e Rita Ribeiro, a canção foi remixada duas vezes. A primeira delas, em 1995, no álbum Clara Nunes Com Vida, um tributo à cantora, traz os vocais de Chico sobrepostos aos de Clara na gravação original. A segunda remixagem foi feita pelo DJ Zé Pedro em seu álbum Música para Dançar, que faz releituras de grandes sucessos da música brasileira e foi lançado em 2002.